# 이기조 선생 묘
이기조 선생 묘(李基祚 先生 墓)는 대한민국 경기도 군포시 산본동에 있는 조선 중기의 문신 호암 이기조(1595 ∼ 1653) 선생의 묘소이다. 1990년 4월 30일 경기도의 기념물 제121호로 지정되었다.

## 개요
조선 중기의 문신 호암 이기조(1595∼1653) 선생의 묘소이다.
광해군 7년(1615)에 병과로 과거에 급제한 후 여러 관직을 두루 거쳐 예조판서에 이르렀다. 이괄의 난이 일어났을 때는 난의 평정에 공을 세웠고, 인조 13년(1635)에 경상도 관찰사를 지낼 때는 많은 덕을 쌓아 송덕비(頌德碑)가 세워졌다.
묘지는 부인 고령 신씨와의 합장묘이며 봉분 앞에는 향로석과 제물을 차려 놓기 위한 상석이 있고, 좌우로는 동자상· 문인석·망주석이 1쌍씩 있다. 묘역 앞에는 숙종 31년(1705)에 세운 신도비(神道碑:왕이나 고관 등의 평생 업적을 기리기 위해 무덤 근처 길가에 세운 비)가 있는데, 박세채가 글을 지은 것이다. 1992년에 이장할 때 발견된 묘지석(墓地石)의 내용에 의해 원래의 묘역을 영조 4년(1728)에 이장하여 만들었음을 확인하였다.

## 같이 보기
- 이기조

## 참고 자료
- 이기조 선생 묘 - 국가유산청 국가유산포털